# Artur Brausewetter

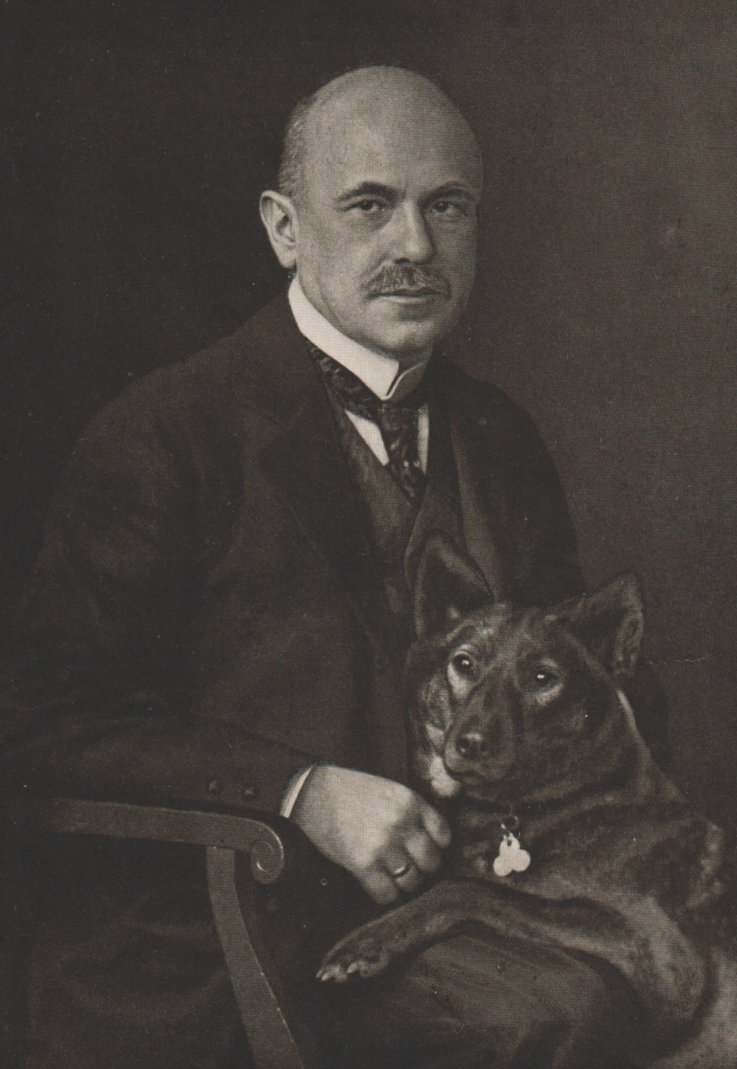
Artur Brausewetter, Porträt von 1917 aus Reclams Universum

Artur Brausewetter (vollständiger Name: Arthur Friedrich Leon Brausewetter, Pseudonyme: Arthur Sewett, Friedrich Leoni; * 27. März 1864 in Stettin; † 26. Dezember 1946 in Heidelberg) war ein deutscher evangelischer Theologe und Schriftsteller. Er gilt als einer der bekanntesten Danziger Theologen in der ersten Hälfte des 20. Jahrhunderts.
Brausewetter wirkte mehr als vier Jahrzehnte an der Oberpfarrkirche St. Marien in Danzig, zunächst ab 1893 als Diakon, später ab 1908 als Archidiakon. Seine theologische Ausrichtung war vom Konfessionalismus geprägt. 1933/34 wurde er von den Deutschen Christen aus dem Amt gedrängt und in den Ruhestand versetzt.
Politisch stand er dem Nationalkonservatismus nahe, einem politischen Typus, der unter den Pfarrern der Weimarer Republik weit verbreitet war. Seine Familie orientierte sich an preußischen Traditionen und nahm frühzeitig eine distanzierte bis ablehnende Haltung gegenüber dem Nationalsozialismus ein.
Neben seiner kirchlichen Tätigkeit verfasste Brausewetter rund 50 Heimat- und Unterhaltungsromane, die in Danzig, Zoppot sowie in den Regionen Pommern und Ostpreußen angesiedelt sind. Sein literarisches Werk wird dem Realismus zugeordnet.

## Leben

### Familie
Artur Brausewetter wurde am 27. März 1864 in Stettin geboren. Seine Mutter, Nathalie Saunier (1842–1927), entstammte einem angesehenen französischen Emigrantengeschlecht, nach dem in Stettin die Saunierstraße benannt wurde. Sie war die Tochter des Stettiner Buchhändlers Léon Saunier und Enkelin des bekannten Theaterdichters Louis Angely. Der Vater, Hans Friedrich Oskar Brausewetter (1833–1877), war Kaufmann und gründete ein eigenes Kommissions- und Speditionsgeschäft in Stettin. Er starb 1877 im Alter von 44 Jahren an Typhus, als Artur Brausewetter 14 Jahre alt war.

Brausewetter hatte zwei Schwestern, Else Brausewetter und Gertrud Sievert-Brausewetter, sowie zwei Brüder, Richard Brausewetter und Max Brausewetter. Else arbeitete als Lehrerin, Gertrud als Pastorin an der Marienkirche in Stralsund, Richard war Offiziersaspirant und später Mitarbeiter im Preußischen Kriegsministerium. Max war als Arzt in Málaga tätig und starb während des Ersten Weltkriegs in französischer Gefangenschaft. Dort verfasste er ein Tagebuch, das 1918 posthum unter dem Titel J'accuse (Ich klage an). Zwei Jahre in französischer Gefangenschaft erschien. 

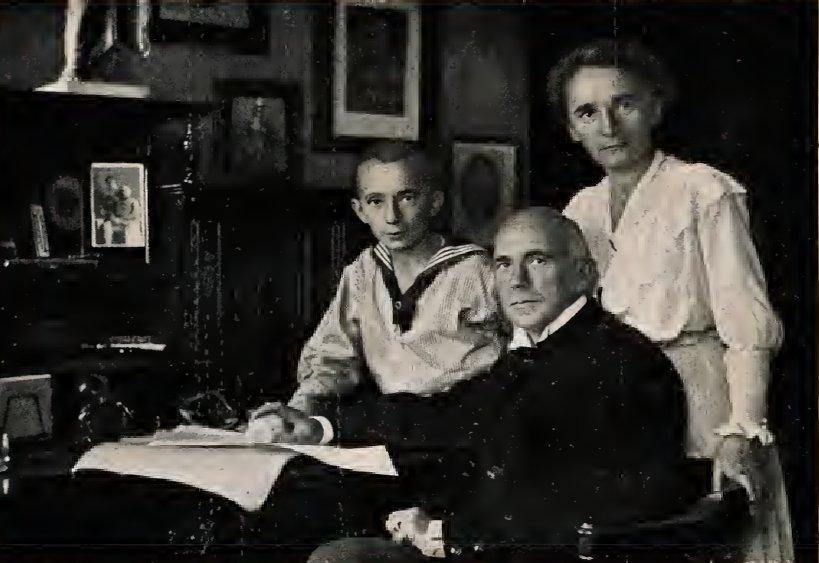
Artur Brausewetter mit Gemahlin und Sohn, Porträt von 1917

1890 heiratete Brausewetter Else Pretzell (1871–1945), Tochter des Rittergutsbesitzers Eugen Pretzell aus Dübzow in Pommern. Aus der Ehe gingen drei Kinder hervor, darunter die Söhne Oskar und Heinz Herbert sowie die Tochter Hanna. Ende August 1941 feierte das Ehepaar seine Goldene Hochzeit. Kurz vor Kriegsende kamen Brausewetters Ehefrau und sein ältester Sohn Oskar ums Leben.
Zum familiären Umfeld gehörten sein Neffe Hans Brausewetter sowie seine Nichte Renate Brausewetter, beide Schauspieler. Durch seinen Onkel, den Maler und Professor Otto Brausewetter, kam Artur Brausewetter in Kontakt mit bekannten Berliner Malern und verkehrte in den Häusern prominenter Persönlichkeiten wie Ludwig Knaus und Julius Wolf.

### Studium
Artur Brausewetter legte Ostern 1885 am Stettiner Stadtgymnasium sein Abitur ab, das er nur knapp bestand. In seiner Autobiografie schrieb er, dass er nicht wisse, „wem von meinen Lehrern ich es zu danken habe, daß ich als ‚bestanden‘ erklärt wurde.“
Im Anschluss an das bestandene Abitur nahm Brausewetter 1885 zunächst ein Studium der Rechtswissenschaft an der Friedrich-Wilhelms-Universität zu Berlin auf. Daneben hörte er auch Vorlesungen anderer Fakultäten, unter anderem bei Julius Kaftan, Heinrich von Treitschke und Otto Pfleiderer. Letzterer hatte maßgeblichen Einfluss auf Brausewetter und trug dazu bei, dessen Entschluss zu festigen, das Jurastudium aufzugeben und sich stattdessen der Philologie und Theologie zuzuwenden.
1887 wechselte Brausewetter an die Rheinische Friedrich-Wilhelms-Universität in Bonn, wo er sein Studium abschloss und in Kolberg das erste theologische Examen ablegte.
Nach Abschluss des Theologiestudiums und dem Oberlehrerexamen arbeitete Brausewetter als Hauslehrer auf dem Rittergut Dübzow im pommerschen Kreis Regenwalde. Inspiriert hatte ihn dazu die literarische Figur Oswald Stein aus Friedrich Spielhagens Roman Problematische Naturen, die denselben Beruf ausübt. 1890 berief ihn der Magistrat der Stadt Danzig zum Pfarrer in Reichenberg im Danziger Werder.

### Kirchliche Laufbahn
Brausewetter entschied sich erst während seines Studiums der Rechtswissenschaften für eine kirchliche Laufbahn. In seiner Familie hatte es zuvor keinen Geistlichen gegeben und abgesehen vom Konfirmationsunterricht war er bis dahin mit einem Pfarrhaus nicht in Berührung gekommen. Erst die „wunderbaren Vorlesungen über christliche Ethik und Dogmatik“ von Otto Pfleiderer weckten Brausewetters nachhaltiges Interesse an der Theologie. 

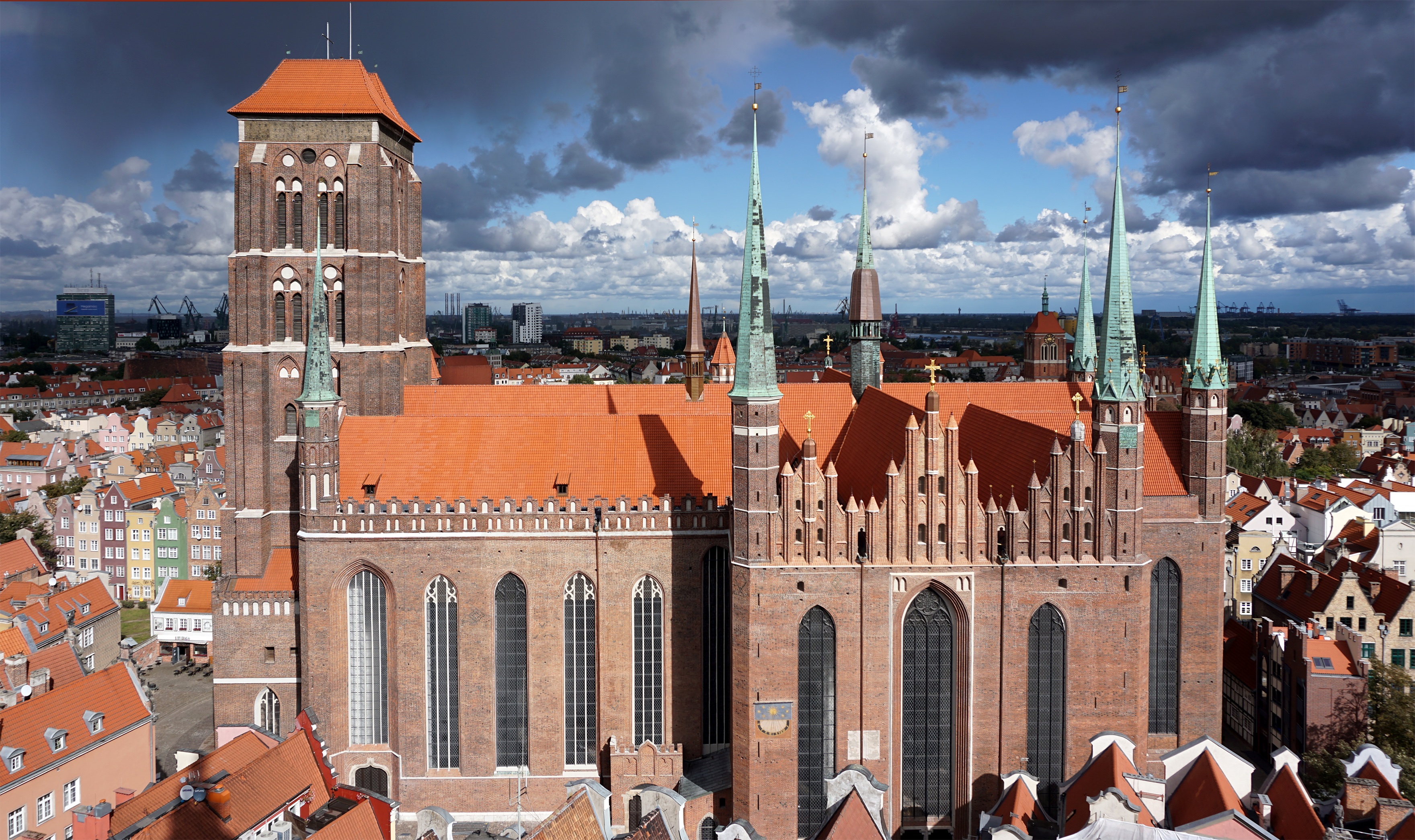
Marienkirche in Danzig, an der Brausewetter vier Jahrzehnte wirkte

Brausewetters Laufbahn als Theologe war eng mit seinem literarischen Schaffen verbunden. Zeitgleich zu seiner Staatsexamensarbeit in Philosophie, in der er sich mit Rousseaus Ethik und Pädagogik befasste, sandte er seine Novelle In der Heilanstalt an den Schriftsteller Felix Dahn, dessen Roman Ein Kampf um Rom er schätzte. Dahn erkannte in der Novelle „etwas Besonderes“ und schrieb ein Empfehlungsschreiben, das zu ihrer Veröffentlichung führte. Dadurch erreichte Brausewetter „einen ersten Erfolg in der literarischen Fachpresse und verzichtete daher auf Promotion und etwaige Dozentenlaufbahn.“ Dieser frühe literarische Erfolg ermöglichte Brausewetter 1893 den beruflichen Aufstieg vom Landpfarrer in Reichenberg zum Diakon an der Oberpfarrkirche St. Marien in Danzig. Ausschlaggebend für seine Berufung war die Fürsprache des Arztes Piwko, Mitglied der Gemeindevertretung, der die Novelle gelesen, gelobt und sich nachdrücklich für Brausewetter einsetzt hatte.
1908 trat Brausewetter das Amt des Archidiakons an der Oberpfarrkirche St. Marien in Danzig an, „der damals fünftgrößten Kirche der Christenheit“. Insgesamt wirkte er mehr als vier Jahrzehnte an dieser Kirche. Darüber hinaus war er Vorsitzender des Danziger Zweigvereins des Evangelischen Bundes und Mitarbeiter der Tageszeitung Der Tag und Tägliche Rundschau, für die er das politische und kirchliche Zeitgeschehen kommentierte und theologische Neuerscheinungen besprach.

### Konflikt mit den Deutschen Christen

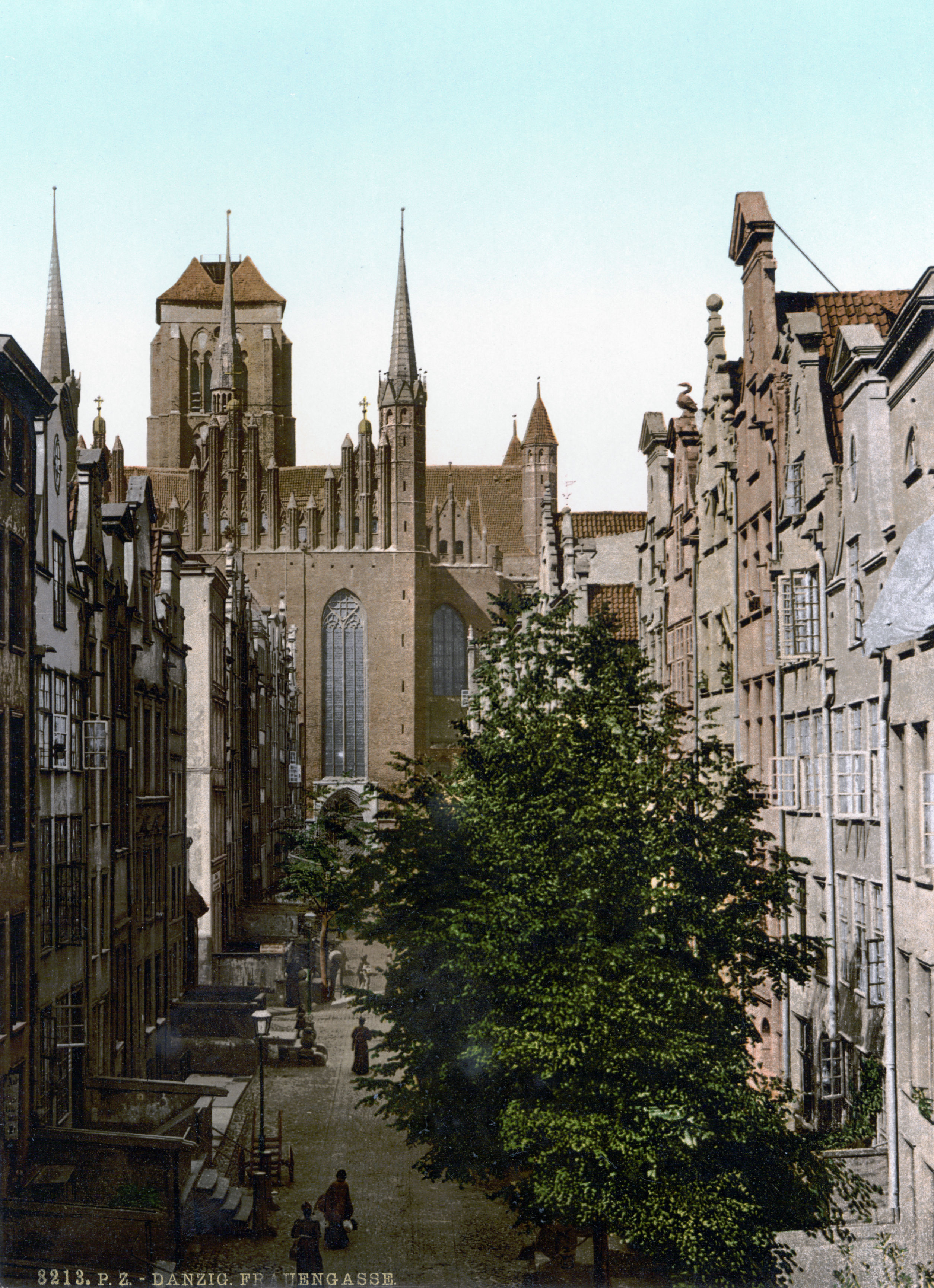
Blick in die Frauengasse und auf die Marienkirche in Danzig um 1900. Hier wohnten Artur Brausewetter (Nr. 2) und Hermann Daniel (Nr. 52)

In den Jahren 1933 und 1934 wurde Brausewetter von den Deutschen Christen im Danziger Landessynodalverband aus dem Amt gedrängt. Diese Information stützt sich in der Forschung auf die Erinnerungen seines Nachfolgers Gerhard M. Gülzow, der in seinen Memoiren über den Kirchenkampf von 1934–1945 schrieb:

„Ich bin zufällig bei meinem ersten Besuch in Danzig Zeuge eines Gespräches zwischen Pfarrer Leu, der der BK angehörte, und Pfarrer Hermann Daniel gewesen, aus dem mit aller Deutlichkeit hervorging, daß Daniel auf keinen Fall jemals auf der Seite der Deutschen Christen gestanden hatte. Von diesen ist er vielmehr aus seinem Amt gedrängt worden wie auch mein unmittelbarer Amtsvorgänger, Arthur Brausewetter.“

Zwischen Brausewetter und Daniel bestanden enge persönliche und kollegiale Verbindungen. Nach Brausewetters Ernennung zum Archidiakon 1908 trat Daniel 1909 die Stelle als Diakon an der Marienkirche in Danzig an. Von da an wohnten beide in der Frauengasse –Brausewetter in Hausnummer 2, Daniel in Nummer 52. In seiner Autobiografie von 1944 schrieb Brausewetter, ihn hätten mit Pfarrer Daniel und dessen Frau „treue freundschaftliche Beziehungen“ verbunden. Seinen Nachfolger Gerhard M. Gülzow betrachte er als geeigneten Amtsnachfolger, wie er sich einen „besseren nie hätte wünschen und wählen können“. Nach Ansicht von Kurt Walter, einem Vertreter der Bekennenden Kirche, habe Gülzow „in guter Meinung viel zur Glättung der Gegensätze“ zwischen den Spannungen der Deutschen Christen und der Bekennenden Kirche beigetragen.
Als Brausewetters Vorgesetzter, Generalsuperintendent Paul Kalweit, am 1. Dezember 1933 von den Deutschen Christen abgesetzt und zum 1. Januar 1934 durch den Deutschen Christ Johannes Beermann ersetzt wurde, versetzte man auch Brausewetter zum selben Datum in den vorläufigen Ruhestand. Die Tagespresse stellte seinen Rücktritt als eigene Entscheidung dar: „Arthur Brausewetter trat am 1. Januar 1934 nach rund 40 jähriger kirchlicher Tätigkeit in Danzig von seinem Posten als zweiter Geistlicher in St. Marien zurück und in den Ruhestand.“ Nach Gülzow geschah dies jedoch unter dem Druck der Deutschen Christen.

### Theologische Haltung im Ersten Weltkrieg

#### Nationale Positionen
Während des Ersten Weltkriegs veröffentlichte Artur Brausewetter mehrere Zeitungsartikel, vor allem in der Tageszeitung Der Tag. Darin setzte er sich mit dem Krieg aus theologischer Sicht auseinander und verband seine Deutungen mit nationalen Positionen. In der gegenwärtigen Forschung wird Brausewetters theologische Ausrichtung überwiegend kritisch beurteilt. Der Theologe Gunnar Anger vertritt die Ansicht, Brausewetter habe den Krieg „theologisch verbrämt“ und die evangelische Kirche auf Krieg und Nationalismus eingeschworen. Dabei habe er einen äußerst nationalistischen Ton angeschlagen.
Ein Beispiel für Brausewetters Verbindung religiöser und nationaler Motive findet sich in einem Artikel der Dortmunder Zeitung von 1914: „Denn es gilt der Verteidigung nicht nur unseres Herdes, unseres Hauses, unseres geliebten Vaterlandes, sondern der Verteidigung und dem Schutze der christlichen Kultur.“ Solche Formulierungen im Sinne einer „vaterländischen Aufbruchsstimmung“ waren laut dem Kirchenhistoriker Kurt Meier zu Beginn des Ersten Weltkriegs auch in der evangelischen Kirche verbreitet. Diese Aufbruchsstimmung spiegelte sich im sogenannten „Geist von 1914“ wider und erschwerte nach Meier eine kritische Auseinandersetzung mit dem Krieg.
In seiner um 1944 verfassten, unveröffentlichten Autobiografie schrieb Brausewetter rückblickend, er habe bewusst versucht „den evangelischen mit dem deutschen Gedanken zu verbinden“, da ihn nach eigener Aussage die „schwere Kriegszeit“ zu dieser Einstellung zwang. Er erwähnte zudem, dass sein Generalsuperintendent Paul Kalweit anderer Meinung gewesen sei: „Ihm war die Predigt Verkündigung. Sie mit dem deutschen oder einem anderen Gedanken zu verbinden, erschien ihm falsch.“ Brausewetter teilte Kalweits Ansicht nicht, äußerte sich jedoch nicht näher zu den Gründen seiner abweichenden Position. Er wies lediglich darauf hin, dass sich ihre Auffassungen in einigen Punkten unterschieden, betonte zugleich aber, dass „alles, was D. Kalweit sagte, so durchdacht“ gewesen sei.

#### Sakralisierungstendenzen
In mehreren Artikeln verband Brausewetter nationalistische Aussagen mit einer sakralisierenden Deutung des Krieges. Er bezeichnete ihn wiederholt als „heiligen Krieg“, etwa in einem Artikel von 1914: Der Krieg ist „für uns nicht nur ein notwendiger, sondern auch ein heiliger Krieg [...]. Ja getrost sage ich es: ein heiliger Krieg.“ Solche „Sakralisierungstendenzen des Politischen“, in denen „die Sache Gottes mit der Sache der Nation in unkritische Beziehung“ gesetzt wurde, sind nach dem Kirchenhistoriker Kurt Meier für die Kriegspredigten vieler Pfarrer jener Zeit überkonfessionell nachweisbar. In „selbstverständlicher Sicherheit“ verkündeten viele Pfarrer den Krieg als heilig, was eine fehlende theologische Reflexion erkennen lässt.
Brausewetter deutete während der Kriegszeit den Bibelvers Markus 8,35 aus dem Neuen Testament – „Wer sein Leben will behalten, der wird es verlieren. Und wer sein Leben verlieret um meinet- und des Evangeliums willen, der wird es behalten“ – als „wahr geworden“. Nach dem Theologen Gunnar Anger bot Brausewetters „kreuzestheologische Betonung des Opferbegriffs“ ihm die Möglichkeit, Gott mit den Schrecken des Krieges in Verbindung zu bringen. Anger weist darauf hin, dass Brausewetter den Opferbegriff dabei nicht primär biblisch, sondern unter Rückgriff auf den Leitspruch „Alles oder nichts!“ des norwegischen Dramatikers Henrik Ibsen begründete. In einem von Brausewetters Artikel von 1914 in der Dortmunder Zeitung heißt es: „‚Alles oder nichts.‘ Dies Losungswort eines nordischen Dichters ist jetzt das unsere geworden. ‚Gibst alles du, doch nicht dein Leben – So wisse, du hast nichts gegeben.‘“ An anderer Stelle bezog sich Brausewetter auf ein Zitat des römischen Dichters Horaz: „‚Dulce et decorum est pro patria mori‘, sagt der Lateiner. ‚Süß ist es und ehrenvoll, für das Vaterland zu sterben.‘“
In Artikeln von 1914 finden sich von Brausewetter Aussagen wie „Größer und schöner ist jedenfalls der Tod auf weiter Au im stillen Feld als der auf langem, bangem Siechenbette“ oder „Deutschland ist reich an Männern, die zu sterben wissen“. Nach Anger zeige Brausewetters Rede vom Opfer „die politische Mißbrauchbarkeit und Gefährlichkeit der Opferkategorie“. Zudem werde deutlich, dass es „für die christliche Theologie nicht ausreichen kann, den Opfertod lediglich als Lebenshingabe für Andere zu charakterisieren.“

### Literarischer Werdegang

#### Erste literarische Erfolge

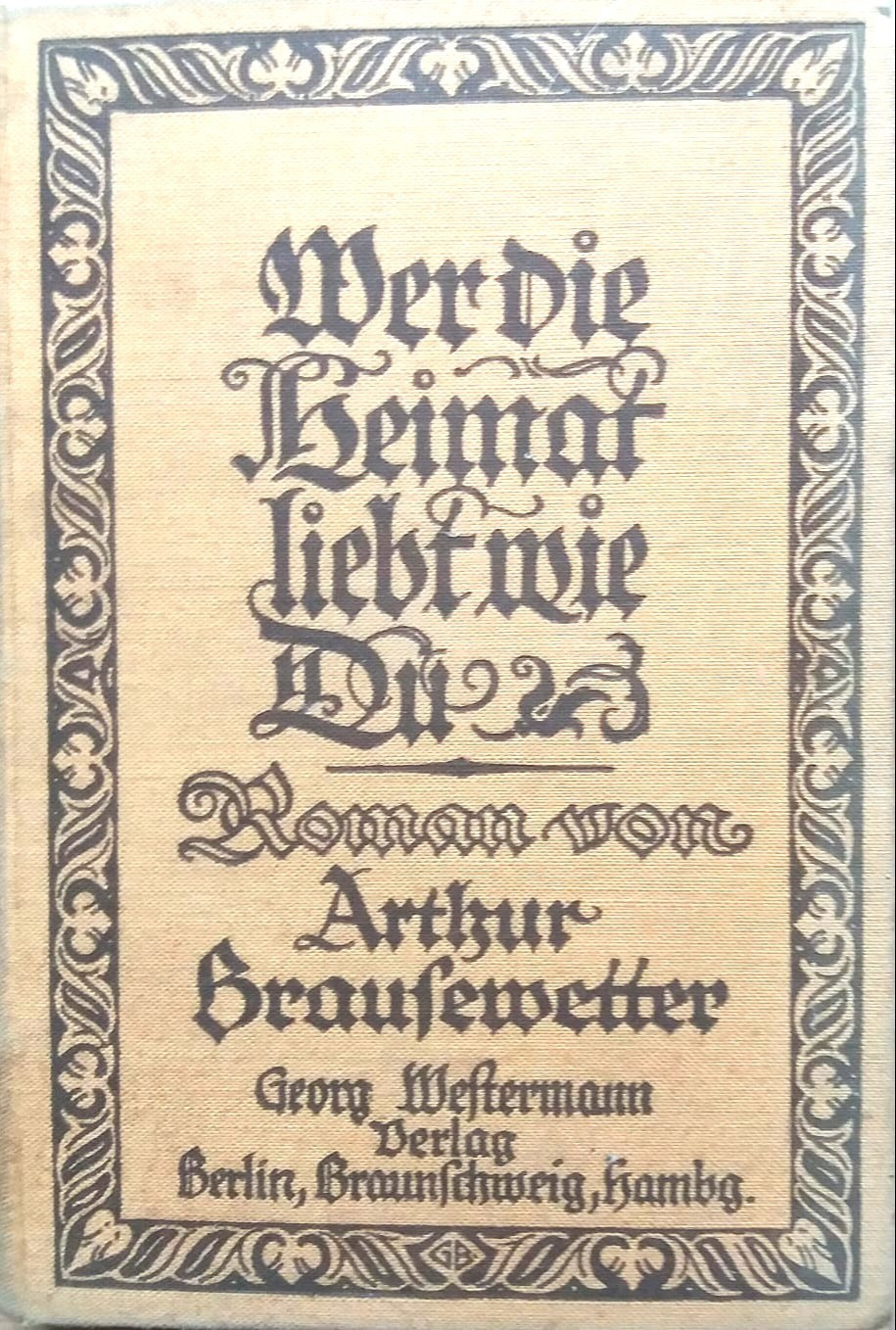
Wer die Heimat liebt wie du (1916) wurde 100.000 mal verkauft

Mit der Veröffentlichung der Novelle Ein Sommernachtstraum in der illustrierten Zeitschrift Die Gartenlaube (1898) festigte Brausewetter seinen Ruf als Schriftsteller. In seiner Autobiografie bezeichnete er diese Publikation als Wendepunkt seiner literarischen Laufbahn.
Brausewetters erster Roman Der Armenpastor erschien 1899. Besondere Beachtung fand sein 1912 veröffentlichter Roman Stirb und Werde, der vielfach rezensiert wurde. Der Literaturhistoriker Adolf Bartels würdigte ihn in seiner Deutschen Literaturgeschichte mit den Worten: „‚Stirb und Werde‘ halte ich für den besten Pastorenroman nach Polenz’ ‚Pfarrer von Breitendorf‘.“ Den kommerziell größten Erfolg erzielte Brausewetter 1916 mit dem Roman Wer die Heimat liebt wie Du, von dem über 100.000 Exemplare verkauft wurden.
Bis 1928 waren die meisten seiner Werke bereits in zwanzig Auflagen erschienen. Sein Roman Die große Liebe (1918) kam bis zu diesem Zeitpunkt auf dreißig Auflagen, Wer die Heimat liebt wie Du (1916), den er – wie dem Vorsatzblatt zu entnehmen ist – Paul von Hindenburg „in Dankbarkeit und Bewunderung“ widmete, auf sechzig, und sein essayistischer Buchreihenband Mehr Liebe auf hundert Auflagen.
Angesichts seines literarischen Erfolgs wurde vereinzelt gefordert, Brausewetter solle seine kirchlichen Ämter aufgeben und sich ganz der Schriftstellerei widmen. So forderte ihn der Schriftsteller Ernst Ewert in seiner 1916 erschienen Schrift Brausewetter. Eine kritische Studie dazu auf, seine Ämter aufzugeben. Ewert glaubte nicht, „dass man zwei Gebietern mit gleicher Glut dienen kann. Die Kunst ist eine strenge Herrin.“ Brausewetter hingegen sah sein Amt als evangelischer Theologe als Grundlage seines literarischen Schaffens. In seiner Autobiografie schrieb er, dass er „niemals Schriftsteller geworden wäre“, wenn er „nicht zugleich der Geistliche einer großen Gemeinde gewesen“ wäre.

#### Zusammenarbeit mit dem Max Koch Verlag

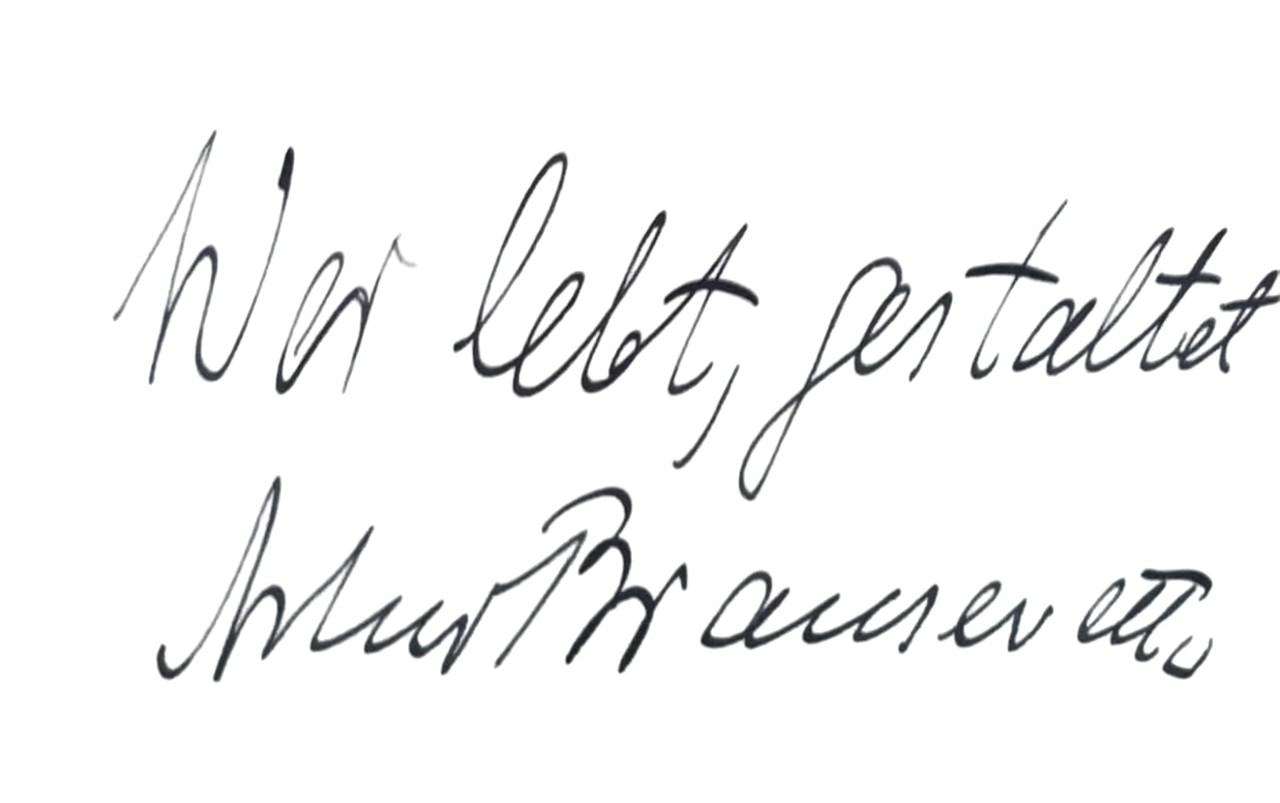
Signiertes Albumblatt mit Verlagslosungswort um 1920

Brausewetters Romane erschienen insbesondere im Max Koch Verlag, der sich der sogenannten ‚Schönen Literatur‘ widmete und 1910 von Max Koch in Leipzig-Stötteritz gegründet wurde. Neben Brausewetter veröffentlichten dort Autoren wie Paul Burg, Walter von Molo und Alexander von Gleichen-Rußwurm. Einige Titel des Verlages erreichten Auflagen von über 100.000 Exemplaren. Für das Verlagsemblem des Max Koch Verlags – eine kleine Schwarzweiß-Skizze des Porträts von Goethe zwischen den Großbuchstaben „M“ und „K“ – verfasste Brausewetter das Losungswort: „Wer lebt, gestaltet.“ In seiner Autobiographie ergänzte er dazu: „‚Und nur wer gestaltet, lebt!‘ hätte ich hinzufügen können. Es liegt ein eigener Reiz in dieser Wechselwirkung von Leben und Gestalten.“ 

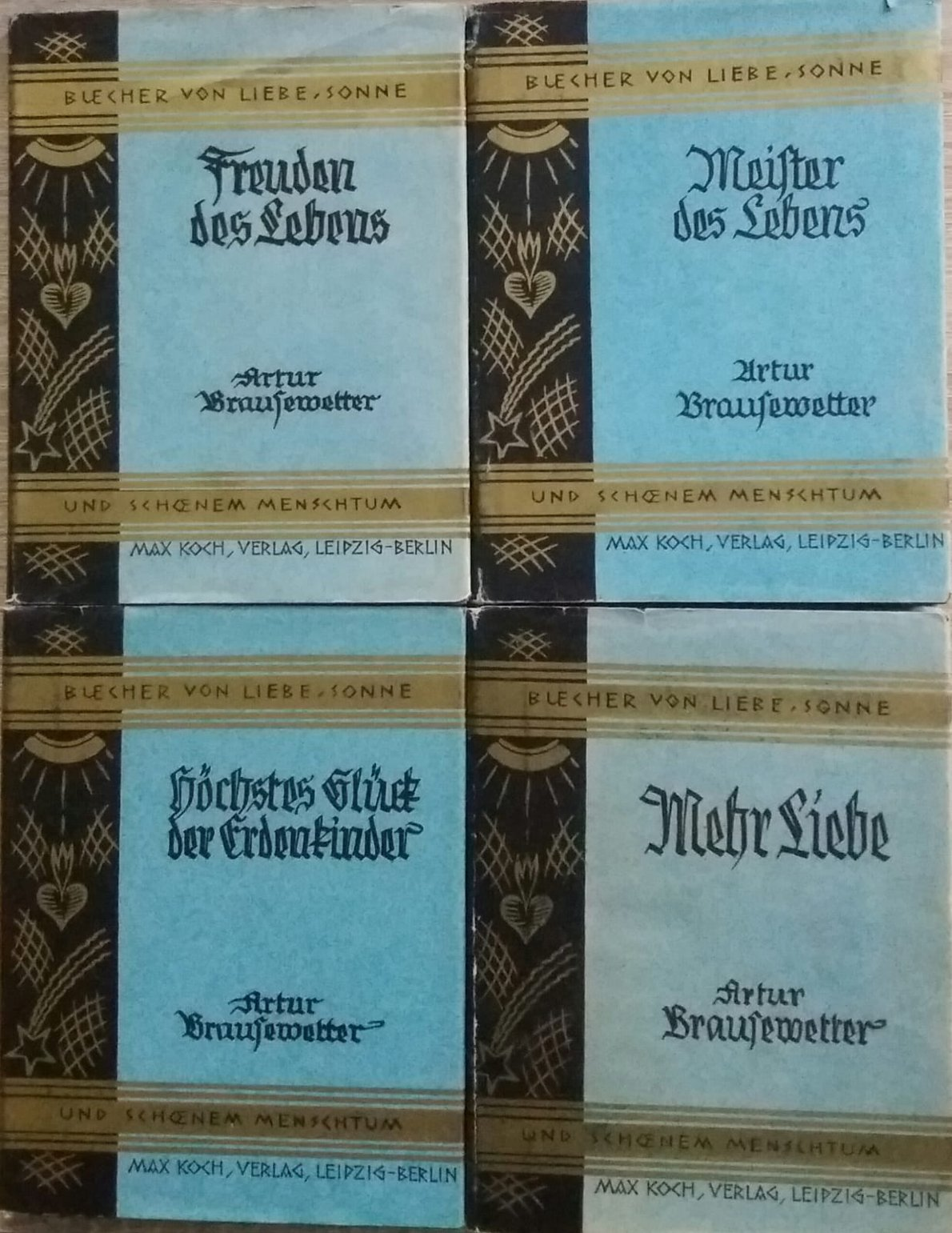
Bücher von Liebe, Sonne und schönem Menschtum (1919–1925)

In den 1920er Jahren schrieb Brausewetter auf Wunsch seines Verlegers Max Koch mehrere Bände für die Buchreihe Bücher von Liebe, Sonne und schönem Menschentum (1919–1925). Von insgesamt neun Bänden stammen fünf von ihm, darunter Mehr Liebe, Sonne ins Leben, Freuden des Lebens, Höchstes Glück der Erdenkinder und Meister des Lebens. 1944 berichtete der Verleger Max Koch in der Zeitung Das Tageblatt für Frankenberg und Hainichen über den anhaltenden Erfolg von Brausewetters Lebensbüchern:

„Daß seine Lebensbücher ‚Mehr Liebe‘, ‚Sonne ins Leben‘, ‚Höchstes Glück der Erdenkinder‘ usw. in einer viertel Million den Weg in die breitesten Schichten der Bevölkerung fanden und noch heute von Front und Heimat stark begehrt werden, läßt weiterhin erkennen, daß die Essenz seines die alte Liebe der Tat kündeten Schaffens auch den einfachen Menschen wie reines klares Quellwasser zu beleben vermag.“

#### Späte Werke
Sein Schauspiel Ich bin Doktor Eckart wurde 1941 am Nationaltheater in Weimar uraufgeführt und 1942 an den Städtischen Bühnen Zoppot-Gotenhafen gespielt. Die Wahl Weimars als Ort der Uraufführung war für den Autor von besonderer Bedeutung, da ihn eine langjährige Beziehung mit der Stadt verband. Als Mitglied des Verwaltungsrats der Deutschen Schillerstiftung hielt er sich regelmäßig in Weimar auf und pflegte dort enge Kontakte zu zahlreichen renommierten Schriftstellern.
In seinem letzten Roman Die höheren Mächte (1946) thematisierte Brausewetter das Schicksal der ostdeutschen Bevölkerung in den Jahren 1933 bis 1945. Sein Sohn Heinz Herbert Brausewetter griff dieses Thema in seiner Autobiografie auf und bot darin eine persönliche Perspektive auf die Auswirkungen jener historischen Ereignisse auf das Leben seiner Familie und auf die Gesellschaft insgesamt.
Zwischen 1899 und seinem Tod 1946 veröffentlichte Brausewetter nahezu jedes Jahr einen neuen Roman – insgesamt ungefähr 50 Romane – und blieb zugleich durchgehend als Diakon und später als Archidiakon an der Marienkirche in Danzig tätig.

### Vertreibung und Tod
Im Jahr 1945 wurde Brausewetter im Zuge der Vertreibungen nach dem Zweiten Weltkrieg von den sowjetischen Besatzern und den polnischen Behörden aus Danzig vertrieben. Nach seiner Vertreibung ließ er sich bei Angehörigen in Heidelberg nieder, wo er seine letzten Lebensmonate verbrachte. 

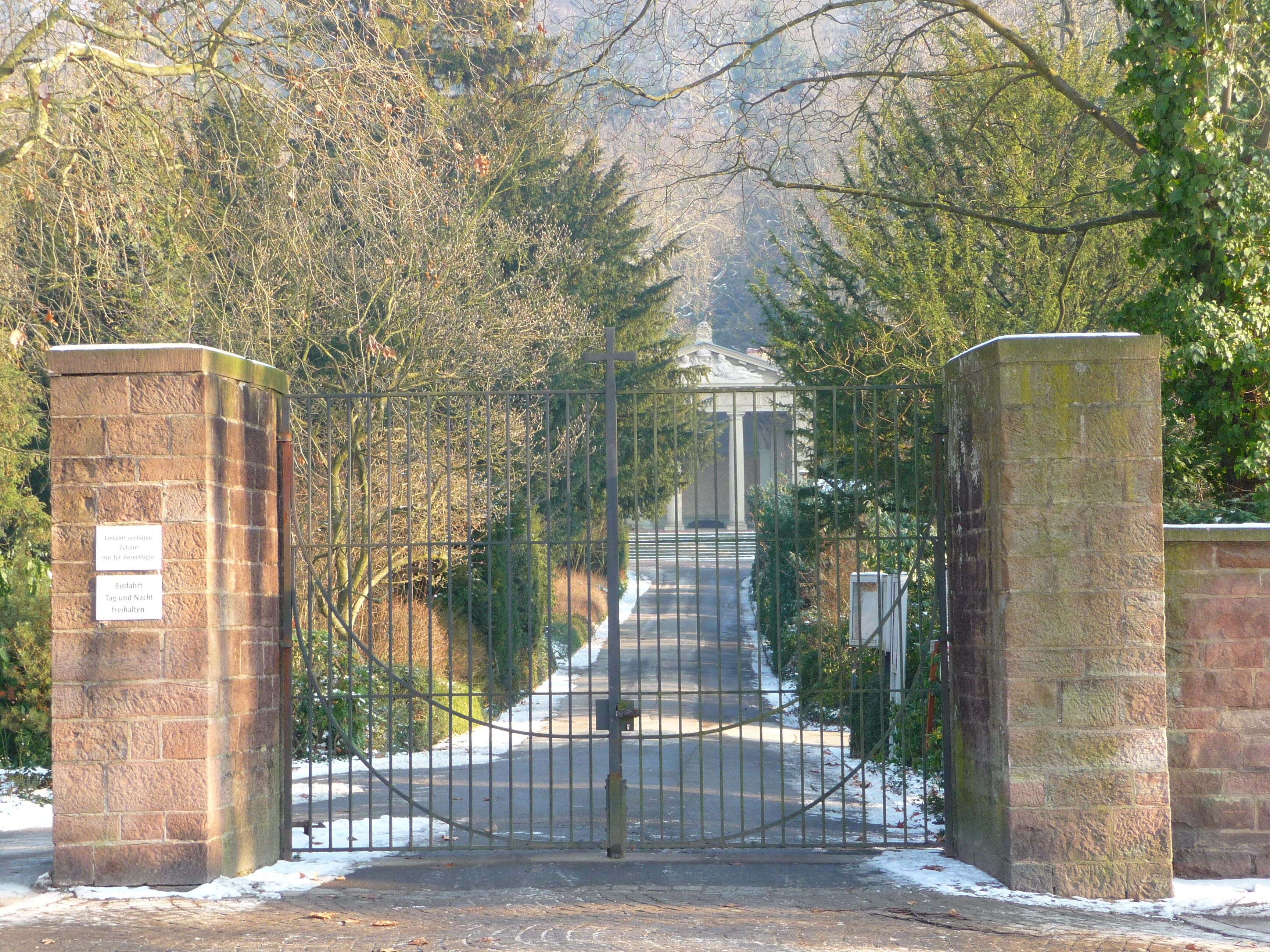
Haupteingang des Heidelberger Bergfriedhofs

Artur Brausewetter verstarb am 26. Dezember 1946 in Heidelberg. Heiligabend hatte er im Kreise seiner Familie noch das Evangelium verlesen, bevor er einen Schlaganfall erlitt, dem er am zweiten Weihnachtsfeiertag erlag. Brausewetter wurde auf dem Heidelberger Bergfriedhof beigesetzt. Ein Freund, der ihn in seinen letzten Monaten oft begleitete, widmete seiner Ruhestätte die folgenden Verse:

„Am Fuß des Odenwaldes, da liegt ein stilles Grab,
auf das von Bergeshöhen die Tannen sch’aun herab.
So fern der Danziger Heimat fand er die letzte Ruh’,
der einst das Buch geschrieben: ‚Wer die Heimat liebt wie du‘.“

## Literarische Einordnung

### Realismus
Die Romane von Artur Brausewetter werden dem literarischen Realismus zugeordnet. In zeitgenössischen Literaturgeschichten wurde er Anfang des 20. Jahrhunderts etwa als „scharfer Realist“ bzw. schlicht als „Realist“ bezeichnet. Laut dem Literaturwissenschaftler Heinrich Detering erinnert der Titel von Brausewetters erstem Roman Der Armenpastor an den poetischen Realismus, da er an Wilhelm Raabes Der Hungerpastor anklingt.
In der gegenwärtigen Forschung gibt es unterschiedliche Sichtweisen auf den Realismus in Brausewetters Werk. Der Historiker Peter Oliver Loew betont: „Sein Werk ruht in einem trivialen Realismus, ist jedoch angereichert um manche psychologische Motive.“ Demgegenüber hebt Eckard Wendt den bürgerlichen Realismus hervor, indem er feststellt: „Wie Theodor Fontane verfügte auch Brausewetter über die Gaben, das Milieu eindringlich zu schildern, was ihn als Romanschreiber hervorhob.“
Bereits 1912 wies der Literaturhistoriker Max Guhlke in seinem Grundriß der Pommerschen Literaturgeschichte auf die Nähe von Brausewetters Werk zu Fontane hin. Mit Fontane verbinde Brausewetter „die künstlerische Energie, die feine Seelenkenntnis, die eindringliche Milieuschilderung, die tiefe Gestaltungskraft und die ethische Urteilskraft, freilich manchmal selbst einen leisen Zug ins Kriminalistische.“
Die detaillierten Milieuschilderungen Brausewetters beruhen zum Teil auf seiner engen Bindung zu seiner Herkunftsregion. Er stammte aus einer Gutsbesitzerfamilie, die seit Jahrhunderten das Gut Bendiesen besaß. Dieses befand sich nahe Nautzken im Regierungsbezirk Königsberg (Kreis Labiau) und diente als Schauplatz mehrerer seiner Romane. In seiner Autobiographie betonte Brausewetter die Bedeutung dieses Ortes für sein literarisches Werk: „In Bendiesen ist kein Baum, kein Busch, an den sich nicht Erinnerungen knüpfen. Und sie alle klingen in meinen Romanen wieder.“

### Romanform und Konzeption
Brausewetter widmete sich dem Heimatroman (z. B. Wer die Heimat liebt wie du, Der Herr von Borkenhagen oder Die Badejungen von Zoppot). In einem Artikel der Langenberger Zeitung von 1934 schrieb er: „Deutsche Heimatromane sind alle meine Romane.“ In der Forschung werden seine Romane auch als „spannungsorientierte Unterhaltungsromane“ eingeordnet. 

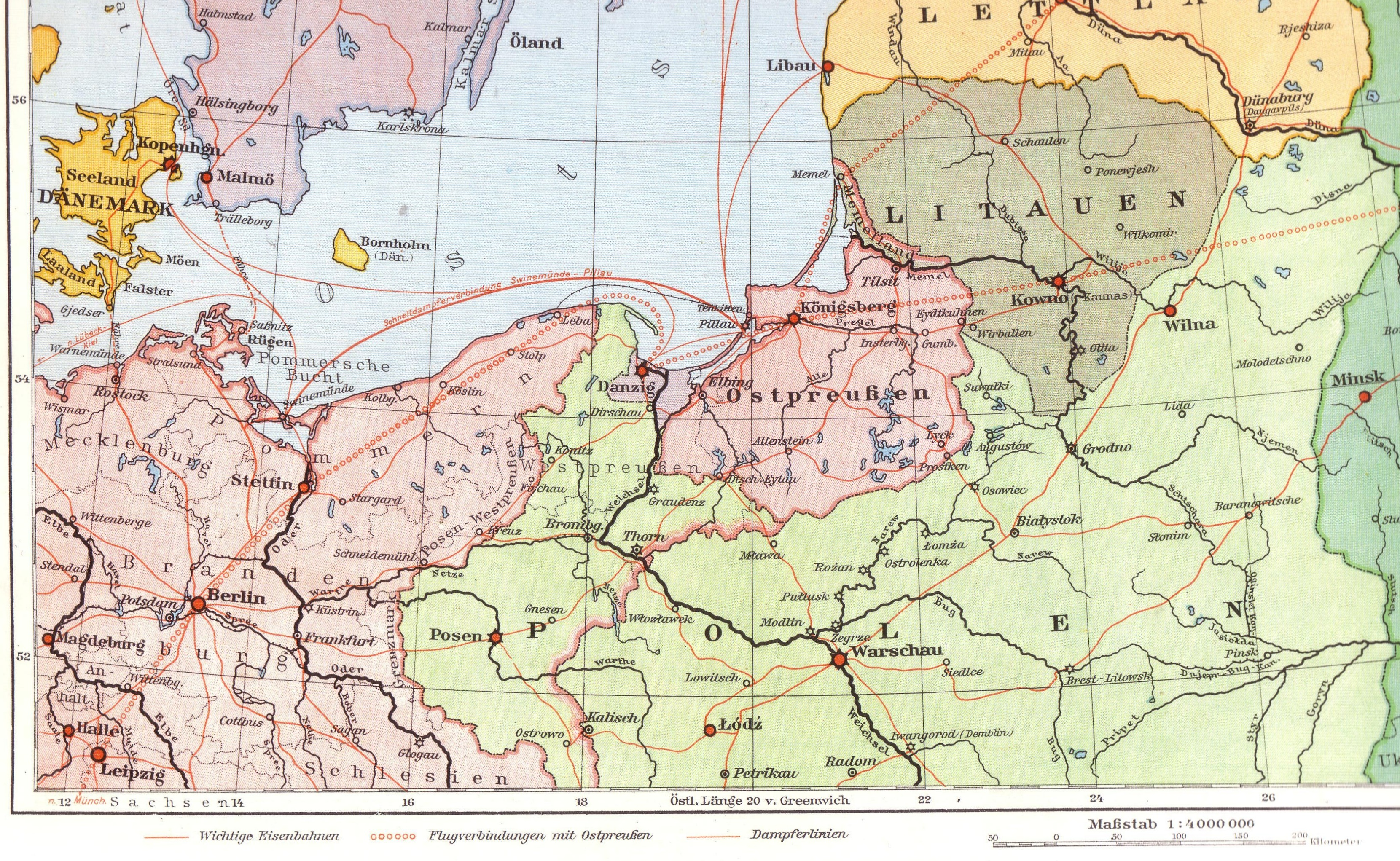
Brausewetters Heimatromane sind in Pommern und Ostpreußen angesiedelt (Karte von 1918–1933)

Im Mittelpunkt seines literarischen Schaffens standen Danzig, Zoppot sowie die Region Pommern und das Gebiet Ostpreußens, insbesondere das Umland von Königsberg. Aufgrund dieser regionalen Prägung bezeichnete ihn Max Guhlke als den „pommerschen Fontane“ – eine regionale Zuschreibung, die mit Brausewetters eigener Sichtweise übereinstimmte, denn er schrieb selbst: „Pommern heißt mein Heimatland.“ Trotz der regional verorteten Heimatromane konnten diese auch universell rezipiert werden, wodurch Brausewetter über seine Heimatstadt Danzig hinaus bekannt wurde. Gerade diese Universalität stand im Gegensatz zu den ideologischen Überzeugungen des völkisch geprägten Nationalismus jener Zeit.
Brausewetters spannungsorientierte Unterhaltungsromane thematisieren die Überwindung von Lebenskrisen durch den Glauben an die Liebe in Form der Nächstenliebe oder auch der Liebe zu traditionellen Werten. Seine Romane sind „jedoch nicht im kirchlichen oder gar konfessionellen Sinne“ ausgerichtet. Formal sind seine Romane nach typischen Mustern der Populärliteratur aufgebaut, was zu einer breiten Leserschaft und universellen Rezeption beitrug.

## Politische Einordnung

### Nationalkonservative Grundhaltung

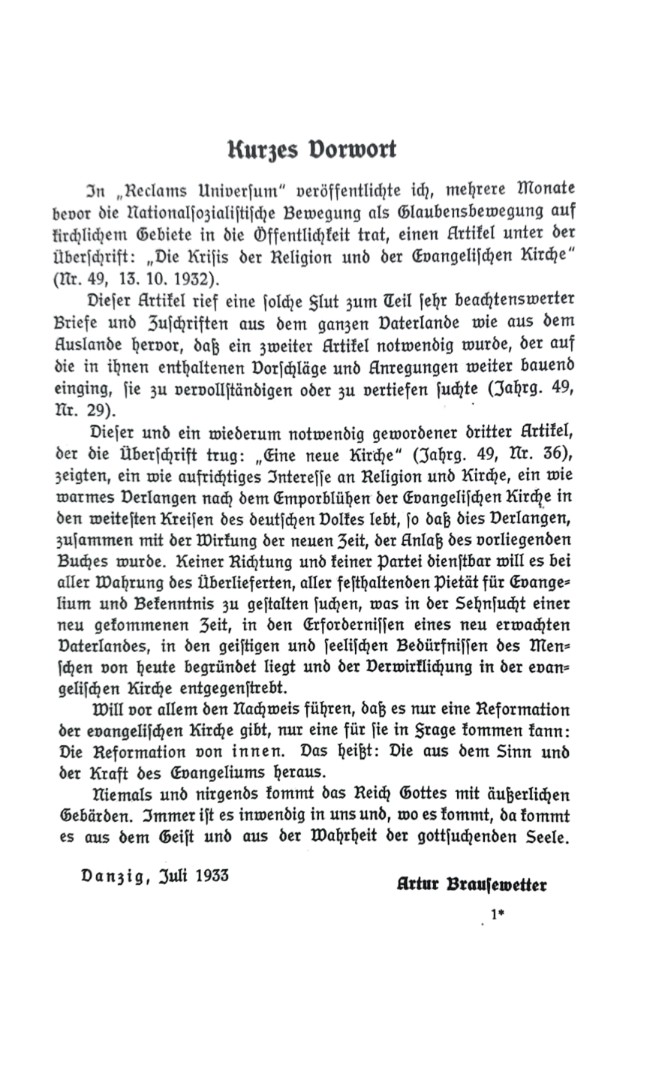
Vorwort von Brausewetter zu Eine neue Kirche (1933)

Im Jahr 1933 veröffentlichte Artur Brausewetter die Schrift Eine neue Kirche. In einer Rezension der Monatshefte für Deutschen Unterricht aus demselben Jahr wurde das Werk von Bluhm „zu der Flut kürzerer nationalsozialistischer Schriften“ gezählt. Diese Einordnung findet in der Forschung hingegen keine Bestätigung. Brausewetters politische Schriften gelten als nationalkonservativ – ein politischer Typus, dem „etwa 70 bis 80 Prozent aller Pastoren“ in der Weimarer Republik zugerechnet werden können. Seine politische Einstellung orientierte sich dabei am Konfessionalismus.
Im Vorwort von Eine neue Kirche (siehe Abbildung) betonte Brausewetter, dass seine Schrift keiner bestimmten politischen Richtung oder Partei diene. Sein Ziel sei es, die evangelische Kirche auf traditioneller Grundlage zu erneuern. Er betonte, dass die von ihm vorgeschlagene „neue Deutsche Evangelische Kirche“ keine Staatskirche sein solle und die Kirchenverfassung keinen Arierparagraphen enthalte. Das Evangelium stehe in dieser Kirche oben an, sodass „der Arierparagraph als völkische Angelegenheit keinen Platz“ in ihr habe. Ein solches Bekenntnis zur Unabhängigkeit und zu evangelischen Werten stand im Widerspruch zu den ideologischen Bestrebungen der Deutschen Christen. Diese drängten ihn 1933/1934 aus seinem Amt als Archidiakon an der Oberpfarrkirche St. Marien in Danzig.

### Distanz zum Nationalsozialismus
Die Familie nahm nach Aussage von Brausewetters Sohn Heinz Herbert bereits früh eine distanzierte bis ablehnende Haltung gegenüber dem Nationalsozialismus ein. In seiner Autobiografie von 1980 schildert er, dass die Familie ein „auf preußische Tradition ausgerichteter Kreis“ gewesen sei und „keiner Partei hörig war – schon gar nicht der NSDAP.“ Durch einen Berliner Politiker und Publizisten sei die Familie frühzeitig über Adolf Hitlers „Größen- und Rassenwahn“ informiert worden und habe sich hierdurch „dem zunehmenden Verdacht der Staatsfeindlichkeit“ ausgesetzt gesehen.

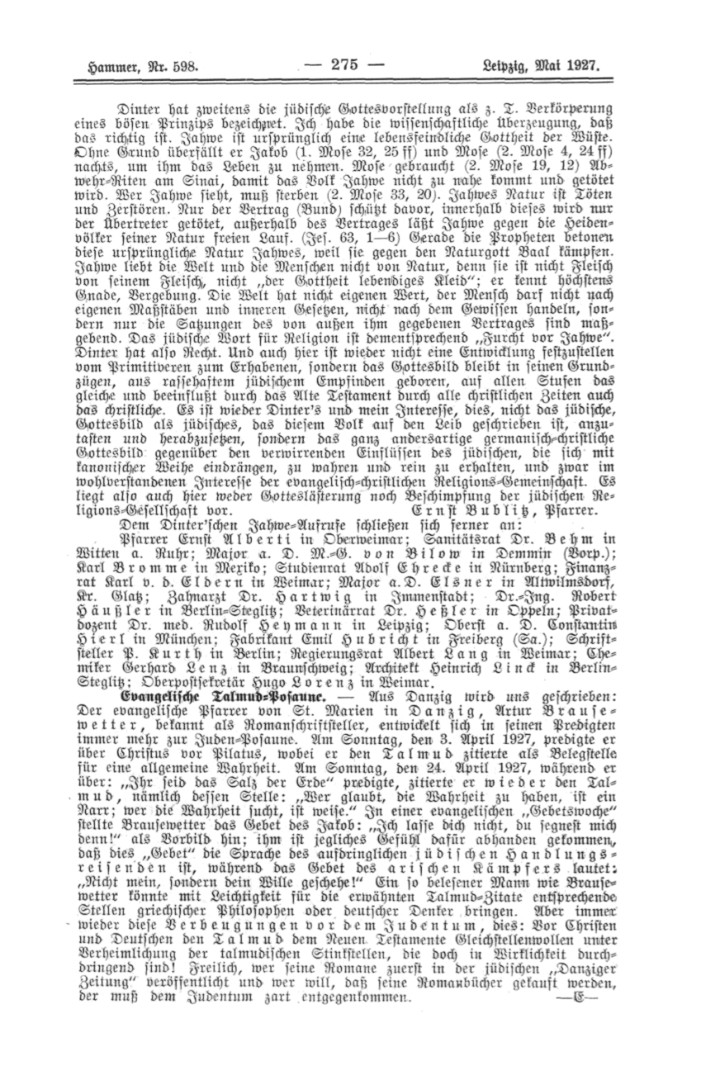
Auszug aus der antisemitischen Zeitschrift Der Hammer (1927), in der Brausewetter angefeindet wurde

Historisch belegen lässt sich, dass Brausewetter vor der Zeit des Nationalsozialismus von völkisch antisemitischen Kreisen angefeindet wurde. So wurde er 1927 von der antisemitischen Zeitschrift Der Hammer – Blätter für deutschen Sinn als „Juden-Posaune“ diffamiert (siehe Abbildung). Diese Zeitschrift, die „die damals zugrundeliegende antisemitische Bewegung neu zu beleben“ suchte, warf Brausewetter „Verbeugungen vor dem Judentum“ vor, da er in seinen Predigten bevorzugt „Talmud-Zitate“ anstelle von Zitaten „griechischer Philosophen oder deutscher Denker“ verwendet habe. Zudem unterstellte sie ihm, seine Romane bewusst zuerst in der von ihr als „jüdisch“ eingestuften Danziger Zeitung veröffentlicht zu haben, um „dem Judentum zart entgegen[zu]kommen“ und den Absatz zu steigern. Als nationalkonservativer Pfarrer zählte Brausewetter zu jener Mehrheit im Pfarrstand, die nach dem Soziologen und Theologen Karl-Wilhelm Dahm „durchweg alle völkisch-deutschgläubigen Anschauungen – ja, wie man selbst meinte, auch den übersteigerten Nationalismus – mit Entschiedenheit ablehnten“.
Der Theologe Gunnar Anger ordnet Brausewetters politische Einstellung dem Konfessionalismus zu. Gleichwohl wirft er mit Blick auf Brausewetters theologische Position während des Ersten Weltkriegs die Frage auf, „ob eine christliche Theologie und Kirche, wie sie von Brausewetter [...] repräsentiert wurden, nicht auch für den Aufstieg und die Akzeptanz des Nationalsozialismus den Boden bereitet haben.“

## Werke (Auswahl)
| Romane: - Der Armenpastor, Dresden [u. a.] 1899 (unter Arthur Sewett) - Zwei Welten, Dresden [u. a.] 1902 (unter Arthur Sewett) (Online: Universität Greifswald) - Die Halbseele, Berlin (unter Arthur Sewett) - 1 (1903) - 2 (1903) - Die Kirche siegt!, Berlin 1904 (unter Arthur Sewett) (Online: Universität Greifswald) - Königin Lear, Berlin 1905 (unter Arthur Sewett) - Die neue Göttin, Berlin 1908 - Der Herr von Borkenhagen, Berlin 1910 (Online: Universität Greifswald) - Stirb und werde!, Berlin 1912 (Online: Universität Greifswald) - Gedanken über den Tod, Stuttgart 1913 - Don Juans Erlösung, Braunschweig [u. a.] 1915 (Online: Universität Greifswald) - Wer die Heimat liebt wie du, Braunschweig [u. a.] 1916 (Online: Universität Greifswald) - Des Meeres und der Liebe Wellen, Berlin [u. a.] 1917 (Online: Universität Greifswald) - Der Staatsanwalt, Berlin [u. a.] 1917 - Die große Liebe, Leipzig 1918 - Doktor Mollinar und seine Schülerin, Berlin [u. a.] 1919 - Das neue Glück und manches andere, Braunschweig [u. a.] 1919 - Zum Herrschen geboren, Berlin 1919 (Online: Universität Greifswald) - In Lebensfluten, im Tatensturm, Berlin 1920 - Heros Liebesfahrt, Leipzig 1921 - Die Badejungen von Zoppot, Leipzig 1922 - Die Kunstreiterin, Berlin 1923 - Der Kampf mit den Geistern, Leipzig 1924 - Dieses Buch wurde neu aufgelegt und erschien später unter dem Titel Doktor Torwalds Tochter - Dämonen der Zeit, Leipzig 1925 - Der Sieg des Blutes, Berlin-Zehlendorf 1925 - Und hätte der Liebe nicht ..., Breslau 1926 - Der See, Breslau 1927 - Rätsel der Seele, Breslau 1928 - Der Tanz um das Gewissen, Leipzig 1929 - Peter Habichs Wandlung, Berlin 1930 - Die Sterne lügen nicht, Leipzig 1930 - Die letzte Karte in der Hand, Leipzig 1932 - Nur ein Bauer, Breslau 1932 (Online: Universität Greifswald) - Ein jeder treibt's, wie er kann, Berlin 1936 - Tore öffnen sich, Berlin 1936 - Der Ruf der Heimat, Berlin 1937 - Der Erbe, o. O. 1938 - Ellida Korelli, o. O. 1939 - Die höheren Mächte, o. O. 1946 Romane (nur in Zeitungen veröffentlicht): - Menschen von morgen, Hallische Nachrichten 1928 (Deutsches Zeitungsportal) - Die Prüfungsfahrt, Bergische Illustrierte 1940 - Wer wird das Spiel gewinnen?, Solinger Tageblatt 1943 (Deutsches Zeitungsportal) | Politische Schriften: - Meine Fahrten an die West- und Ostfront, Berlin-Lichterfelde 1916 - Danzigs Schicksal, Leipzig-Stötteritz 1920 - Mich jammert des Volkes, Leipzig-Stötteritz 1920 - Eine neue Kirche?, Leipzig-Stötteritz 1920 - Danzig deutsch und treu, Leipzig 1933 Monografien: - Die evangelische Oberpfarrkirche zu St. Marien in Danzig, Bielefeld [u. a.] 1899 - Tolstoi und Ibsen und die religiöse Frage, Berlin-Zehlendorf 1912 - Mein Buchhändler, Leipzig 1920 - Die Kulturaufgabe des deutschen Theaters, Berlin-Grunewald 1921 - St. Marien in Danzig, Danzig 1928 Kulturphilosophische Betrachtungen: - Die Weltanschauung als Erlebnis, Leipzig-Stötteritz - 1. Goethes Weltanschauung, 1920 - 2. Shakespeares König Richard III., 1920 - 3. Friedrich Nietzsche, 1920 - 4. Die Gottsucher des Nordens, 1920 - 5. Zurück zur Natur!, 1920 Aphorismen: - Bücher von Liebe, Sonne und schönem Menschtum (Buchreihe) - 1. Mehr Liebe!, Leipzig 1919 - 2. Höchstes Glück der Erdenkinder, Leipzig 1923 - 3. Freuden des Lebens, Leipzig 1923 - 4. Der Meister des Lebens, Leipzig 1925 - 5. Sonne ins Leben!, Leipzig 1925 Novellen: - Das Glück und andere Novellen (Inhalt: Das Glück – In der Heilanstalt – Ein Sommernachtstraum), Leipzig 1898 - Die Eisrose. Novellen, Berlin 1907 (unter Arthur Sewett) (Online: Universität Greifswald) - Die Alten von Gerschauen, Berlin-Lichterfelde 1916 - Alt-Heidelberg, du feine!, Berlin-Dahlem 1920 - Sommernachtsträume. Drei Novellen, Leipzig 1920 - Und vergib uns unsre Schuld. Luise Millerin, Berlin-Dahlem 1920 - Ein Sommernachtstraum, Leipzig 1921; s:Ein Sommernachtstraum (Die Gartenlaube 1898) - In der Heilanstalt, Leipzig 1921 - Der Triumph des Esels und eine andere heitere Geschichte, Leipzig 1921 - Nichten und Nixen. Zwei Novellen um die Liebe, Leipzig 1927 - Der Weihnachtsmann, Hamburg 1936 Dramen: - Ich bin Doktor Eckart. Ein Schauspiel in drei Aufzügen, München 1941 - Lieber Baron! Ein Lustspiel in drei Akten, Freiburg im Breisgau 1943 (Online: Universität Erfurt) |